# حيدر العلي
حيدر العلي هو عالم بيئة سنغالي، عين وزيراً للبيئة في أبريل 2012. في عام 2013 أصبح وزير الثروة السمكية.   وهو أيضًا رئيس الحزب الاخضر السنغالي (FEDES). 